# Балюк Марко Миколайович
Марко Миколайович Балюк (24 березня 1909, Липки — 1980, Київ) — радянський військовик, генерал-майор, депутат Верховної Ради УРСР 3-го та 4-го скликань (1951—1959 роки) від Київської областї УРСР.

## Біографія
Народився у 1909 році в селі Липках (нині Попільнянського району Житомирської області). Українець.
1931 року призваний на службу до РСЧА. У передвоєнні роки був стройовим командиром в наземній артилерії.
Брав участь у німецько-радянській війні. З червня 1943 року знаходився в діючих частинах на фронтах. Спочатку в званні підполковника займав посаду члена Військової Ради оперативної групи гвардійських мінометних частин Центрального фронту. Під час бойових операцій, що проводяться частинами 13-ї, 48-ї, 60-ї, 65-ї і 70-ї армій, особисто перебував на передовій і керував діями гвардійських мінометних частин.
Пізніше гвардії полковник Марко Балюк служив заступником по політичній частині командира — начальника політвідділу 10-го артилерійського корпусу прориву Резерву Головного Командування 1-го Українського фронту. Брав участь у боях за визволення Польщі, особливо відзначився під час боїв у районі Сандомира й форсування Одеру, за що 27 січня 1945 командиром корпусу гвардії генерал-лейтенантом Кожуховим був представлений до ордена Леніна, однак вище командування знизило статус нагороди до ордена Червоного Прапора.
Після закінчення війни продовжив службу в Радянській Армії. У 1953 році йому було присвоєно військове звання гвардії генерал-майора. Обирався депутатом Верховної Ради Української РСР 3-го і 4-го скликань (1951—1959 роки). Служив на високих партійно-політичних посадах у частинах протиповітряної оборони Радянської Армії. У січні 1957 року призначений на посаду заступника начальника Військової радіотехнічної академії імені маршала Л. О. Говорова по політичній частині.
Після звільнення в запас проживав у Києві. Помер у 1980 році, похований на Лук'янівському військовому кладовищі Києва.

## Нагороди
Нагороджений трьома орденами Червоного Прапора, орденом Вітчизняної війни 2-го ступеня, двома орденами Червоної Зірки, орденом «Знак Пошани» та кількома медалями.